# Cedar Bluff, Virginia
Cedar Bluff är en kommun (town) i Tazewell County i Virginia. Vid 2010 års folkräkning hade Cedar Bluff 1 137 invånare.

## Kända personser från Cedar Bluff
- George C. Peery, politiker